# 川俣茂
川俣 茂（かわまた しげる、1949年8月22日 - ）は栃木県出身のプロゴルファー。
兄の川俣明もプロゴルファー。

## 来歴
1978年にプロ入り。
1980年の表蔵王国際東北オープンでは初日を栗原孝と共に68をマークして2位タイでスタートし、45ホールで行われた最終日には関水利晃・高橋五月と並んでの9位タイに入った。
1983年の関東オープンでは初日を尾崎健夫・謝敏男と並んでの2位タイでスタートし、2日目には好コンディションに恵まれながらスコアは伸ばせなかったが、1アンダー70でまとめ、2アンダーで首位に立つ 。3日目には80を叩いて高橋五月と並んでの12位タイに後退し、最終日には青木基正・横島由一と並んでの13位タイに入った。
1986年の関東オープンでは鈴木弘一と並んでの7位タイ、1987年の伊香保国際オープンでは金谷多一郎・中川泰一・草壁政治に次ぐ5位タイに入った。
1988年にはテーラーメイド瀬戸内海オープンで鈴木豊・入江勉・中村忠夫と並んでの9位タイ、ミズノオープンで兄の明と共に芹澤信雄と並んでの5位タイ、インペリアルトーナメントでは長谷川勝治・尾崎直道とのプレーオフの末に2位タイに入り、関東プロでは初日に嵐のような雨の中で丸山智弘と共に4アンダーの首位タイでスタート。
1988年のCITICORP OPENでは初日に68をマークして白浜育男・上原宏一と並んでの首位タイでスタートし、最終日には69で上原・加瀬秀樹と並んでの2位タイに終わった。
1988年の埼玉オープンでは最終日に68をマークして前日首位の森憲二に並んだが、プレーオフで敗れて2位に終わる。
1988年のかながわオープンでは最終日に69をマークし、米山剛・芹澤信雄と並んでの2位タイに入った。
1989年にはアコムダブルスで明と兄弟ペアを組み、好天に恵まれた初日は65をマークして5位タイでスタートし、2日目には64とスコアを1つ伸ばし、一気に首位に浮上したロジャー・マッカイ&ウェイン・スミス（オーストラリア）ペアと1打差の2位に着けた。3日目には10アンダー62で回り、通算25アンダー191で首位に立ったが、最終日には27アンダーの8位タイに終わった。
青木功・村上隆と共に日本ツアー男子の最少スコア（パー36）である28を記録したほか、1990年にはツアー開幕前に最後の開催となったくずは国際で曽根保夫と共に初日69、最終日66をマークして7位タイに入った。
1990年のよこはまオープンでは2日目に67をマークし、最終日には3位に入った。
1991年の関東オープンでは湯原信光・真板潔と並んでの3位タイ、1992年のPGAフィランソロピートーナメントではトッド・ハミルトン（アメリカ）と並んでの3位タイに入る。
1993年のブリヂストン阿蘇オープンでは高橋勝成・溝口英二・西川哲・山本善隆を抑えて初優勝を挙げ、1998年の全日空オープンを最後にレギュラーツアーから引退。
シニア入りした2000年には全日空・石垣島シニアプロアマの団体戦で優勝し、個人戦では上原宏一・松井利樹と並んでの7位タイに入った。
2000年の北海道シニアオープンでは渡辺由己と並んでの3位タイ、2001年のオールドマンパーシニアでは新井規矩雄・小林富士夫と並んでの2位タイ、2003年にはキョーエイ産業 鷹の巣シニア2位・オールドマンパーシニア4位・ファンケルクラシック9位タイに入る。
2004年はオールドマンパーシニアで佐野修一と並んでの6位タイに入り、2005年の日本プロシニアを最後にシニアツアーから引退。
現在は千葉県流山市の流山ゴルフセンターでレッスンを担当。

## 主な優勝
レギュラー
- 1993年 - ブリヂストン阿蘇オープン

シニア
- 2000年 - 全日空・石垣島シニアプロアマ